# Weißbindiger Widderbock

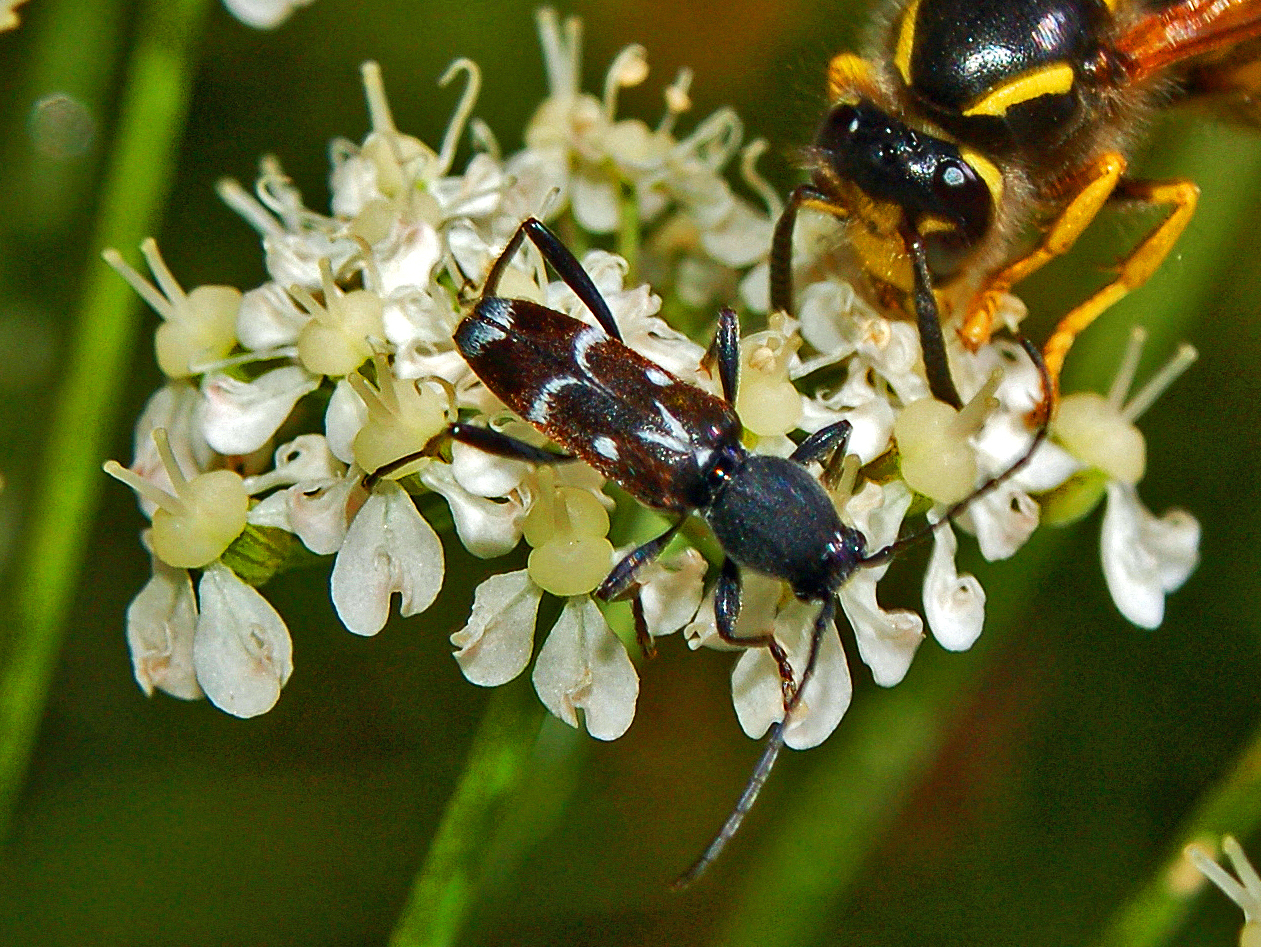
Bräunliche Farbvariante

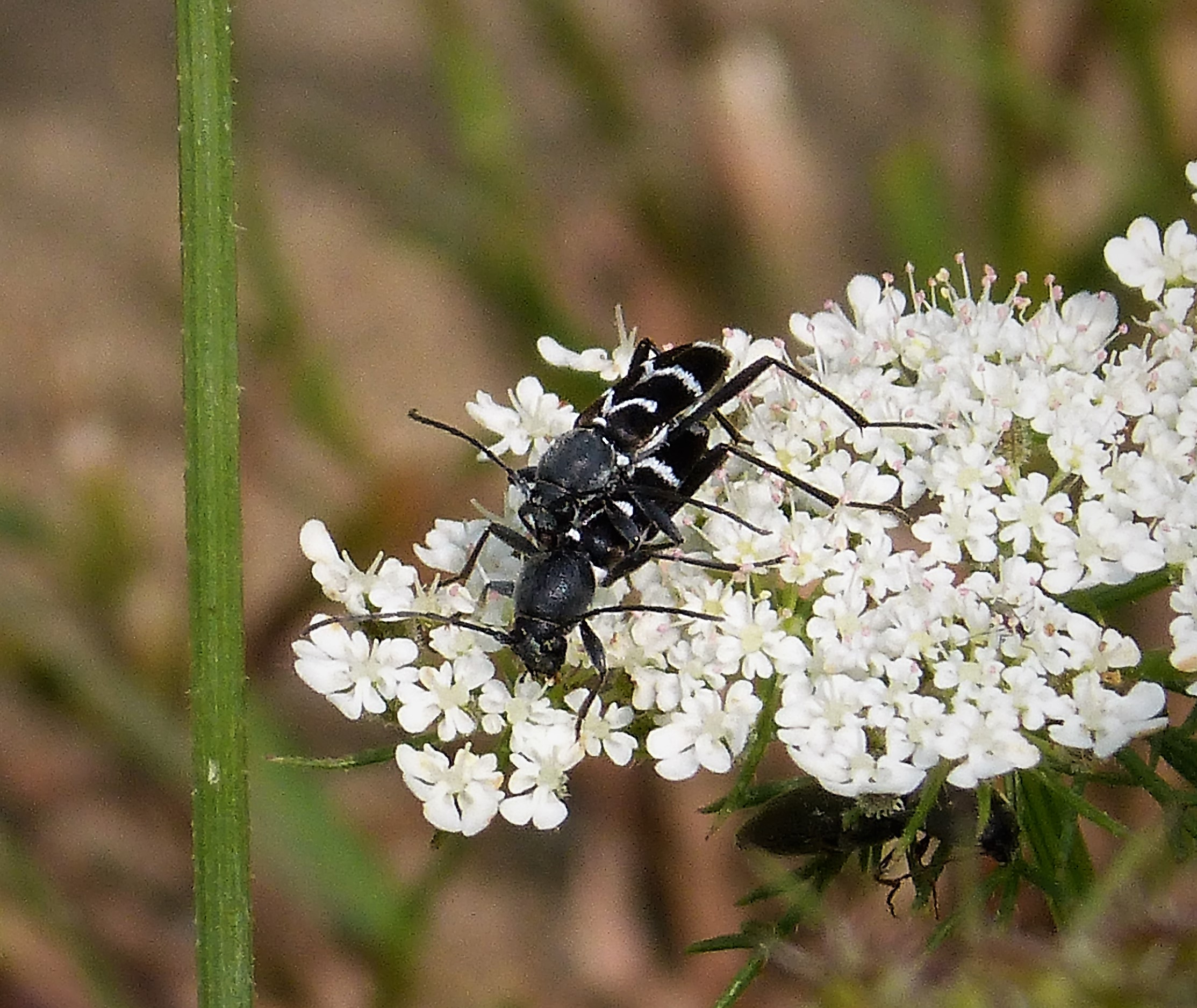
Paarung

Der Weißbindige Widderbock (Chlorophorus sartor) ist ein Käfer aus der Familie der Bockkäfer.

## Beschreibung
Die 6 bis 10 mm großen Käfer sind schwarz oder braun gefärbt. Sie besitzen einen langgestreckten walzenförmigen Körper. Der Halsschild ist von annähernd kugelförmiger Gestalt. Wie die meisten Widderböcke hat der Weißbindige Widderbock eine auffällige Zeichnung auf den Flügeldecken. Diese umfasst zwei weiße Binden. Außerdem sind die Enden der Flügeldecken weißlich gefärbt.

## Vorkommen
Das Verbreitungsgebiet umfasst den europäischen Mittelmeerraum. Nach Norden reicht das Vorkommen bis nach Mitteleuropa, im Osten über Kleinasien und den Kaukasus bis in den Nahen und Mittleren Osten (Nord-Iran). In Deutschland kommt die wärmeliebende Käferart im Südwesten vor.

## Lebensweise
Die Art ist polyphag. Die Larven entwickeln sich im Laufe von zwei Jahren in verschiedenen Laubbäumen. Zu diesen zählen insbesondere die Edelkastanie und die Gewöhnliche Robinie. Weitere Wirtspflanzen sind: Rotbuche, Atlantische Pistazie, Christusdorn, Europäische Hopfenbuche, Europäischer Zürgelbaum, Johannisbrotbaum, Roter Hartriegel, Echte Feige, Amerikanische Gleditschie, Stein-Eiche, Stieleiche, Flaumeiche, Sal-Weide und Feldulme. Die Käfer fliegen von April bis Juli und sind oft auf Blüten von Doldenblütlern zu finden, insbesondere an Wilder Möhre (Daucas carota) und an Syrischem Ysop (Origanum syriacum).

## Taxonomie
In der Literatur finden sich folgende Synonyme:
- Cerambyx sartor O.F. Müller, 1766
- Leptura sartor (Müller) Plavilstshikov, 1940
- Leptura achilleae Brahm, 1790
- Clytus corsicus Chevrolat, 1882
- Leptura massiliensis Linnaeus, 1767
- Chlorophorus massiliensis (Linnaeus)
- Leptura rustica Geoffroy in Fourcroy, 1785 nec Linnaeus, 1758